# Ben Foster (futbolista)
Benjamin Anthony Foster (Leamington Spa, Inglaterra, Reino Unido, 3 de abril de 1983) es un exfutbolista inglés que jugaba como portero.

## Carrera
Empezó su carrera en el Racíng Club Warwick F. C. en 2000. Después de una temporada pasó al Stoke City FC. Allí, fue prestado a muchos clubes, entre ellos Bristol City y Wrexham AFC. Durante este tiempo sufrió una lesión que lo alejó de las canchas por seis meses.
En 2005 se unió al Manchester United. De allí fue prestado al Watford F. C. donde jugó dos temporadas, en la primera consiguió ascender a la Premier, teniendo buenas actuaciones. En 2006, el Manchester lo dejó otra temporada más, después de haber asegurado el préstamo de Tomasz Kuszczak. En junio de 2007 se anunció que Foster podría sufrir una cirugía por la lesión de un ligamento en la rodilla derecha. Tras una larga recuperación, fichó por el Birmingham City donde se asentó rápidamente de titular en la campaña donde su equipo descendió. Posteriormente fichó por el West Bromwich Albion.

## Selección nacional
Fue convocado con la selección de Inglaterra con Steve McClaren de entrenador, aunque después de firmar el préstamo nuevamente con el Watford, fue convocado para cada partido, haciendo su debut en el 7 de febrero de 2007 contra España.
El 12 de mayo de 2014, Foster fue incluido en la lista final de 23 jugadores que representaron a Inglaterra en la Copa Mundial de Fútbol de 2014.
En esa Copa del Mundo, con su selección ya eliminada, disputó el último partido de la fase de grupos contra Costa Rica. 

### Participaciones en Copas del Mundo
| Mundial                        | Sede   | Resultado      |
| ------------------------------ | ------ | -------------- |
| Copa Mundial de Fútbol de 2014 | Brasil | Fase de grupos |

## Clubes
| Club                                  | País       | Año       |
| ------------------------------------- | ---------- | --------- |
| Racing Club Warwick F. C.             | Inglaterra | 2000-2001 |
| Stoke City F. C.                      | Inglaterra | 2001-2005 |
| Bristol City F. C. (cedido)           | Inglaterra | 2002      |
| Tiverton Town F. C. (cedido)          | Inglaterra | 2002-2003 |
| Stafford Rangers F. C. (cedido)       | Inglaterra | 2004      |
| Kidderminster Harriers F. C. (cedido) | Inglaterra | 2004      |
| Wrexham A. F. C. (cedido)             | Gales      | 2005      |
| Manchester United F. C.               | Inglaterra | 2005-2010 |
| Watford F. C. (cedido)                | Inglaterra | 2005-2007 |
| Birmingham City F. C.                 | Inglaterra | 2010-2012 |
| West Bromwich Albion F. C. (cedido)   | Inglaterra | 2011-2012 |
| West Bromwich Albion F. C.            | Inglaterra | 2012-2018 |
| Watford F. C.                         | Inglaterra | 2018-2022 |
| Wrexham A. F. C.                      | Gales      | 2023      |

## Palmarés

### Títulos nacionales
| Título                        | Club                    | País       | Año     |
| ----------------------------- | ----------------------- | ---------- | ------- |
| Football League Trophy        | Wrexham A. F. C.        | Gales      | 2005    |
| Copa de la Liga de Inglaterra | Manchester United F. C. | Inglaterra | 2008-09 |
| Copa de la Liga de Inglaterra | Manchester United F. C. | Inglaterra | 2009-10 |
| Copa de la Liga de Inglaterra | Birmingham City F. C.   | Inglaterra | 2010-11 |
| National League               | Wrexham A. F. C.        | Gales      | 2022-23 |

### Títulos internacionales
| Título                       | Club                    | País       | Año     |
| ---------------------------- | ----------------------- | ---------- | ------- |
| Liga de Campeones de la UEFA | Manchester United F. C. | Inglaterra | 2007-08 |